# 올스타 퓨처스 게임
올스타 퓨쳐스 게임(All-Star Futures Game)은 미국에서 1999년 시작한 행사로, 주로 마이너리거들 중에서 유망주로 구성된 팀으로 겨루어보는 일종의 올스타전과 같다. 유망주들은 이 행사를 통하여 메이저 리그에 진출할 수 있는 중요한 기회이고, 보증수표와도 같다.

## 한국계 선수의 출전
- 1999년 펜웨이 파크에서 열린 첫 퓨처스게임에서 당시 보스턴 레드삭스 산하 더블 A 트랜턴 선더스 소속 김선우 (현 두산 베어스)가 대한민국 선수 최초로 퓨처스게임에 출전해, 2이닝 퍼펙트로 승리 투수를 거머쥐었다.
- 김선우선수는 2000년에도 선발되었다.
- 2001년 퓨처스게임에서는 최희섭(당시 아이오와 커브스, 현 KIA 타이거즈), 서재응(당시 빙햄턴 메츠, 현 KIA 타이거즈), 송승준(당시 트랜턴 선더스, 현 롯데 자이언츠)이 선발되었다. 최희섭선수는 부상으로 출전하지 못했지만, 서재응은 1이닝 1볼넷 2삼진 무실점의 완벽투, 송승준은 ⅔이닝 1볼넷 무실점의 투구를 보여주었다.
- 2002년 퓨처스게임에서는 최희섭, 추신수(당시 위스콘신 팀버래틀스, 현 텍사스 레인저스), 송승준이 출전하였지만, 송승준만 활약투(1이닝 2삼진 무실점)를 펼치고, 나머지 두 선수는 부진했다.
- 2003년 퓨처스게임에서는 송승준(당시 에드먼턴 오일러스)이 3년 연속으로 출전하였으나, 그래디 사이즈모어에게 홈런을 허용하는 등, 1이닝 3피안타(1피홈런) 1삼진 1실점을 하여 부진했다.
- 2004년 퓨처스게임에서는 추신수(당시 샌안토니오 미션스, 현 클리블랜드 인디언스)만 출전하였다. 그리고 3타수 무안타로 부진했다.
- 2005년 퓨처스게임에서는 추신수(당시 타코마 레이니어스, 현 클리블랜드 인디언스)가 2번타자로 출전하여, 3회초 좌완투수 자크 잭슨에게서 결승 선제 솔로 홈런을 쏘아올렸다.
- 2006년 퓨처스게임에서는 추신수가 연속으로 출전할 예정이었으나, 메이저 리그로의 승격으로 출전하지 못하였고, 류제국(당시 아이오와 컵스)이 선발되었다. 그러나 경기 중 부상으로 마운드를 제대로 밟지 못했다.